# Schnitzel geht immer
Schnitzel geht immer ist ein deutscher Fernsehfilm der Schnitzel-Filmreihe aus dem Jahr 2017 und die Fortsetzung von Ein Schnitzel für drei (2009) und Ein Schnitzel für alle aus dem Jahr 2013. In den Hauptrollen sind wieder Armin Rohde sowie Ludger Pistor zu sehen.

## Handlung
Zum wiederholten Mal versuchen die Freunde Günther Kuballa und Wolfgang Krettek, beide Hartz-IV-Empfänger, der Arbeitslosigkeit zu entkommen. Sie wollen einen T-Shirt-Druck-Laden eröffnen und hoffen dabei auf 4000 Euro Startkapital, das ihnen Frau Gottschalk, ihre Sachbearbeiterin im Jobcenter Dortmund, vermitteln soll. Doch Frau Gottschalk ist wenig begeistert von diesem Projekt und will die beiden lieber in zwei neuen Kursen unterbringen. Frustriert über die Ablehnung ihrer T-Shirt-Idee, beschmiert Günther das Auto von Frau Gottschalk mit weißer Farbe, was ihm dann aber doch leid tut, und er beginnt, die Schmiererei wieder wegzuwischen. In diesem Moment erscheint Frau Gottschalk und stürmt wütend auf ihn zu. Dabei achtet sie nicht auf den Straßenverkehr, und wenn Wolfgang nicht geistesgegenwärtig die Frau zu Boden geworfen hätte, wäre sie von einem LKW erfasst worden. Aus Dankbarkeit steckt sie Günther einen Zettel zu, den sie durch Zufall vor Kurzem erhalten hat. Darauf befinden sich die Fragen, die in der nächsten Ausgabe bei einem Fernsehquiz, wo viel Geld zu gewinnen ist, gestellt werden sollen. Da ihre Retter aber nur 4000 Euro benötigen, reißt sie den Zettel an der entsprechenden Stelle ab und behält den Rest. Günther und Wolfgang genießen nun bei einem schön gebratenen Schnitzel nicht nur die Medienberichte über ihre Heldentat, sondern auch die Vorfreude auf den zu erwartenden Gewinn. In der Medienanstalt angekommen, besteht die erste Herausforderung darin, überhaupt als Kandidaten für die nächste Sendung zugelassen zu werden. Zum Glück ist auch hier der Zeitungsbericht bekannt, was den beiden hilft und sie tatsächlich angenommen werden. Nachdem sich Günther und Wolfgang ordentlich für das „Quizzdoppel“ vorbereitet haben, begeben sie sich optimistisch ins Fernsehstudio. Zielsicher schaffen sie die drei Fragen, bis die Sendezeit zu Ende geht und sich Günther im Alleingang dazu entscheidet, weiterspielen zu wollen. Da dies so nicht abgesprochen war, bekommt Wolfgang Stress mit seiner Frau, und er zieht vorübergehend zu Günther. Das hat den Vorteil, dass sie intensiv lernen können, um bis zur nächsten Sendung gut vorbereitet zu sein. Wolfgangs Tochter Jessica hilft den beiden dabei und muss feststellen, dass sie ohne die Antworten zu kennen kaum eine Chance haben werden. Deshalb entschließen sie sich, Frau Gottschalk im Krankenhaus zu besuchen, um an den Rest des Zettels zu kommen. Doch die strenge Beamtin lehnt ab, was ihr nach einer Weile dann doch leid tut. Sie besucht die Livesendung des „Quizzdoppel“ und nimmt regen Anteil am Schicksal der beiden. Da sie die nächste Frage mithilfe von Wolfgangs Ehefrau als Telefonjoker lösen können, ist Frau Gottschalk erleichtert. Günther lässt sich vom Moderator überreden, weiter zu spielen, und so hilft sie mit einem Husten an der richtigen Stelle, dass Günther und Wolfgang nun 16.000 Euro gewinnen. Die eigentlich vorgesehenen anderen Kandidaten werden wegen ihrer nun verkürzten Teilnahme an der Quizshow neidisch, spionieren ihren Konkurrenten nach und zeigen sie bei der Redaktion des Fernsehsenders an. Dort war schon bei der ersten Teilnahme aufgefallen, dass die Antworten ungewöhnlich zügig und präzise gegeben wurden. Bei der Kontrolle des TV-Mitschnitts ist deutlich das Husten von Frau Gottschalk zu vernehmen. Günther und Wolfgang werden zum Sender bestellt, um die Angelegenheit zu klären. Sie leugnen zwar, regelwidrig gehandelt zu haben, doch sind die Beweise gegen die beiden nicht zu widerlegen. Da man aber nicht an einem Skandal interessiert ist, will die Redaktion das Ganze auf sich beruhen lassen, wenn Günther und Wolfgang sich bereit erklären, das gewonnene Geld einem wohltätigen Zweck zukommen zu lassen. Da sie diesen Zweck selber bestimmen dürfen, wird nun für das Wohngebiet, wo die beiden wohnen, ein Bolzplatz für die Kinder errichtet. Für Günther ist dies eine Herzensangelegenheit, denn der Sohn einer Mitbewohnerin, die er sehr mag, ist leidenschaftlicher Fußballspieler, und so hofft Günther, bessere Chancen bei „seiner“ Johanna zu haben.
Mit Genugtuung sehen Günther und Wolfgang ihre Konkurrenten, die durch ihr Ausscheiden im „Quizzdoppel“ nachrücken durften, in der Finalfrage scheitern, die ausgerechnet Robben betrifft und die Günther leicht hätte beantworten können.

## Rezeption

### Einschaltquoten
Der Fernsehfilm Schnitzel geht immer erreichte bei seiner Erstausstrahlung im Ersten am 18. Januar 2017 durchschnittlich 4,26 Millionen Zuschauer, was einem Marktanteil von 13,2 Prozent entsprach.

### Kritiken
Tilmann P. Gangloff beurteilte den Film bei tittelbach.tv positiv: „Zuschauer und Kritiker haben bei Fortsetzungen nicht zu Unrecht häufig den Verdacht, dass da dieselbe Geschichte noch einmal – nur leicht variiert – erzählt werde. Für ‚Schnitzel geht immer‘ mag das vielleicht sogar zutreffend sein, in diesem speziellen Fall aber ist die geringe Variation eine besondere Stärke des Films.“ „Die ästhetische Distanz, die Komödien gern nachgesagt wird, hält sich […] bei ‚Schnitzel geht immer‘ in Grenzen. Diese ‚Stehaufmanderl‘, wie Regisseur Wolfgang Murnberger sie nennt, sind komisch und uns Zuschauern gleichsam nah.“
Die Kritiker der Fernsehzeitschrift TV Spielfilm zeigen mit dem „Daumen nach oben“ und meinten: „Wie ‚Schnitzel für drei‘ und ‚Schnitzel für alle‘ lebt auch der dritte Teil der Reihe von den liebenswerten Hauptfiguren mit ihren Ecken und Kanten. Trotz unrealistischer Story bleiben die Dialoge stets authentisch und witzig.“
Oliver Jungen von der FAZ war der Meinung: „Die Stehaufmännchen sind zurück. Die beiden Hartzer mit Herz, die sich vom permanenten Scheitern nicht unterkriegen lassen“, haben „Anders als die meisten Pappnasen, die sonst über den Bildschirm paradieren, […] tatsächlich etwas mitzugeben.“ Nämlich: „In allen Entwicklungen zunächst einmal Chancen zu sehen ist in unseren mäkelnden Zeiten schließlich so selten geworden wie die Fähigkeit, Rückschläge zu verdauen, oder reinsten Gewissens zu glauben, es schaffen zu können.“ „Die feinsinnige, dem echten Leben abgeschaute Komik von Pistor & Rohde und der hochdosierte Optimismus von Krettek & Kuballa, das ergibt zusammengenommen ein Antidepressivum der Extraklasse.“